# HMCS Magog (1943)
HMCS Magog (англ. ЕВКК «Мейгог») — британский фрегат типа «Ривер», участвовавший во Второй мировой войне как единица Канадского королевского флота. Назван в честь канадского города Мейгог (не в честь библейского персонажа Магога). Номер вымпела: K673.

## История службы
Строился в Монреале рабочими из компании «Канадиан Виккерс Лимитед». Во флот принят 7 мая 1944 в Квебеке. Нёс службу в Атлантическом флоте КВМС Канады, сопровождая конвои. Так, он сопровождал конвой ON-256 (из Ливерпуля в Нью-Йорк) и ONS-33 (из Ливерпуляв Галифакс).
14 октября 1944 «Мейгог» сопровождал конвой ONS-33G в заливе святого Лаврентия, находясь в пяти милях от местечка Пуан-де-Мон. В 19:25 немецкая подводная лодка U-1223 выпустила две торпеды в правый борт корабля. Первая торпеда угодила в корму корабля, что привело к взрыву (вторая через 2:05 прошла через кильватер фрегата «Торонто», но не нанесла повреждений). В результате «Мейгог» потерял 20 метров кормы, погибло 3 моряка, ещё трое были ранены.
«Торонто» сумел отбуксировать тонущий «Мейгог» в Квебек, где корабль признали не подлежащим восстановлению. Его исключили 20 декабря 1944 из состава флота. А в 1947 году корабль пустили на слом окончательно. Единственным его капитаном был лейтенант Льюис Деннис Куик, который командовал судном с 20 марта по 20 декабря 1944.